# 炭谷銀仁朗
炭谷 銀仁朗（すみたに ぎんじろう、1987年7月19日 - ）は、京都府京都市左京区出身のプロ野球選手（捕手）。右投右打。埼玉西武ライオンズ所属。
労働組合日本プロ野球選手会第9代会長。

## 経歴

### プロ入り前
小学校から野球を始める。当初は左翼手だったが捕手へ転向。中学3年生までは投手も兼任したが、平安高校入学後は捕手専任となり、高校2年の時は、当時の平安のエース服部大輔の変化球を捕れず三塁手に転向したが、3年時に再び捕手となる。3年夏の京都大会では満塁で敬遠され、準決勝でその年の選手権大会準優勝の京都外大西に2-3で敗れ、ベスト4。高校通算本塁打は48本。
2005年10月3日の高校生ドラフト会議にて西武ライオンズから1位指名を受け、契約金7000万円、年俸700万円で仮契約し、入団した。背番号は37。

### 第一次西武時代

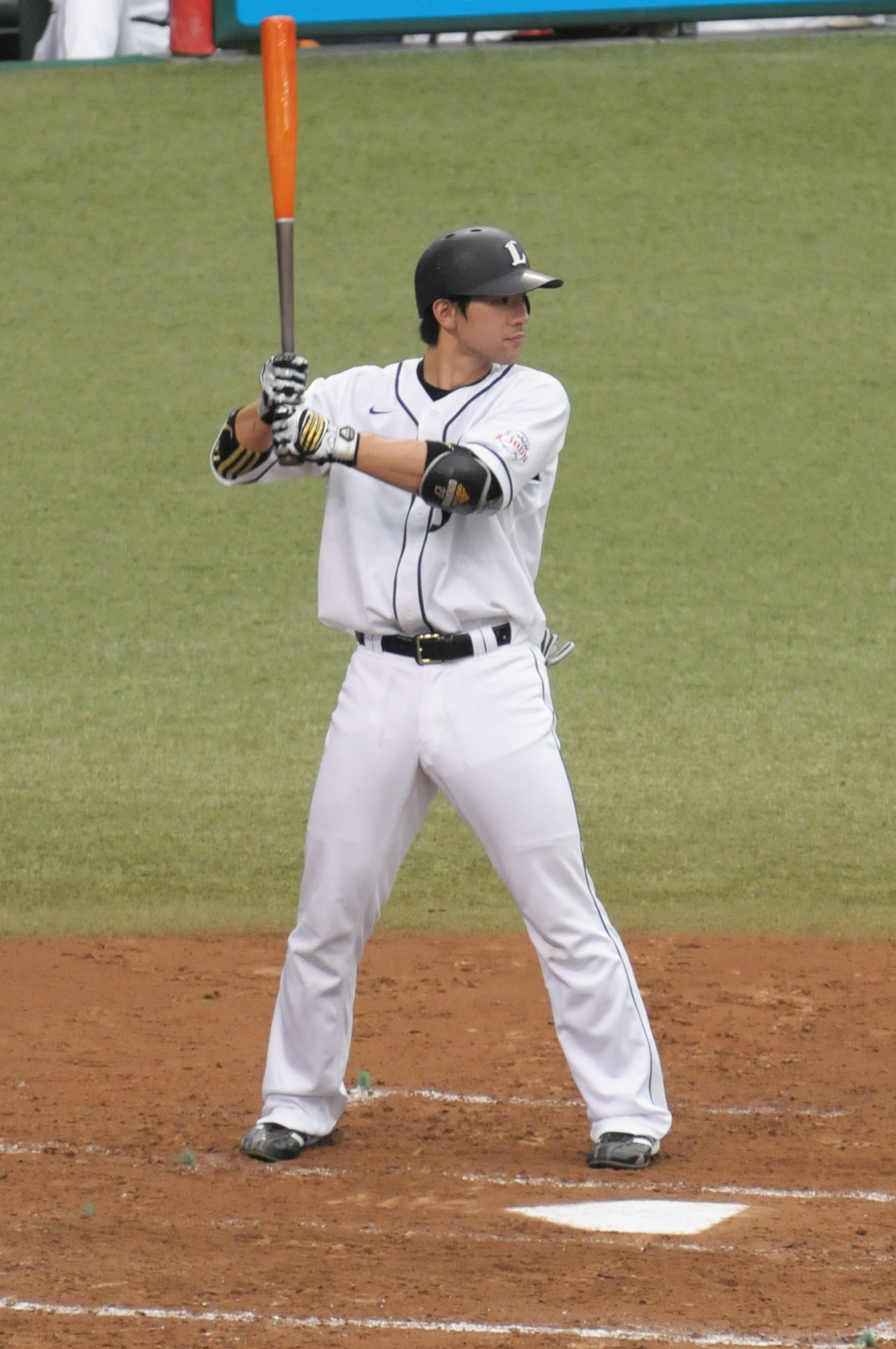
第一次西武時代
（2012年9月30日 西武ドーム）

2006年は、キャンプから頭角を現し、オープン戦で2本塁打、5割近い盗塁阻止率を記録したため、谷繁元信以来17年ぶりとなる高卒新人捕手の開幕一軍入り、3月25日の対オリックス・バファローズ戦で谷本稔以来51年ぶりとなる高卒新人捕手の開幕戦スタメンデビュー、飯田幸夫以来40年ぶりとなるパ・リーグ高卒新人開幕スタメンまで果たした。この開幕戦で7回に中堅へ安打を打ったが、高卒新人が開幕戦で安打を打ったのは、立浪和義以来2リーグ制後4人目であった。翌3月26日は19歳の涌井秀章とバッテリーを組み、初勝利。これは1989年の横浜大洋ホエールズの石井忠徳・谷繁バッテリー以来17年ぶりとなる10代バッテリーでの勝利であった。同月29日の対福岡ソフトバンクホークス戦（北九州市民球場）では、2回表にD.J.カラスコからプロ初本塁打となる満塁本塁打を打った。高卒新人がルーキーイヤーに満塁本塁打を記録したのは清原和博以来20年ぶりで、かつ高卒新人捕手としては史上初の快挙であった。同試合の6回表には2号本塁打を打ち、松井秀喜以来となる高卒新人の1試合2本塁打も記録した。しかし、その後は打率.160と不振に陥り、リード面においても課題を指摘されたことから、5月以降細川亨に正捕手の座を奪われ、5月12日に一軍登録を抹消された。6月6日に一軍へ復帰すると同日の試合で即スタメン起用され先制点を挙げるなど活躍し、再び一軍に定着した。同日の勝利投手は10代コンビの涌井であり、以降は涌井の先発時のみスタメンという起用法が続いた。終盤には細川のケガによる離脱により再び先発マスクを被ることが多くなった。
2007年から登録名を「銀仁朗」へ変更。この時から「朗」に異体字を用いている。開幕は二軍で迎えたが、二軍で打率.325を残し、守備でも安定した活躍を見せ、5月30日に一軍へ昇格。しばらくは出場機会に恵まれなかったが、9月はほぼ全試合に出場した。しかし、打率.174に終わり、安打数の2倍以上の三振を喫した。
2008年は、出場が46試合と前年よりも増えた反面、64打数の半分近くで三振を喫するなど打撃面における課題は克服できず、細川の正捕手としての立場を脅かすには至らなかった。読売ジャイアンツとの日本シリーズでは控え捕手として出場選手登録された。第5戦の2回裏、細川が一塁ベースに滑り込んだ際、右肩を脱臼し、負傷交代したため、代走として日本シリーズ初出場を果たし、残り2試合はいずれも先発出場し、チームの日本一に貢献した。
2009年は、背番号を2へ変更。これは師匠と仰ぐ城島健司と同じ番号を付けたいとする本人の希望によるものであった。細川のケガによる長期離脱もあり、正捕手として起用され、自己最多の112試合に出場した。チーム最多の14犠打を決め、盗塁阻止率はリーグ2位の.333を記録した。課題とされる打撃についても打率.220と自己最高の成績を残したものの代打を送られた回数は46回と両リーグ最多であった。オフには涌井と共に最優秀バッテリー賞に選ばれ、初のタイトルを受賞。選考会議においてはソフトバンクの杉内俊哉・田上秀則バッテリーを推す評議員も多く、決選投票でも3対3と意見が分かれたが、最後は選考委員会の司会であった中畑清の「投手との共同作業である盗塁阻止率（.462）を評価したい。若い銀仁朗の今後の活躍に期待して」という意見が決め手となり涌井・銀仁朗バッテリーが受賞することとなった。
2010年は、3月7日の阪神タイガースとのオープン戦にて内野ゴロを打ち一塁へ駆け込んだ際に左足を負傷し、途中退場。当初は「大腿骨の骨挫傷」と診断されていたが、再検査の結果「左膝内側半月板損傷および左前十字靱帯断裂」であることが判明し、3月に手術を受けた。ほぼ1年を棒に振る形となったものの、本人曰く「自分でもびっくりするぐらい早い」回復で9月29日に一軍へ昇格され、公式戦最終戦とクライマックスシリーズファーストステージ第1戦の計2試合に出場した。
2011年は、前年のオフに細川がFA権を行使し、ソフトバンクへ移籍したため、正捕手争いの一番手として期待され、開幕戦から出場。途中、怪我で戦線離脱。一時スタメンの座を上本達之や金銭トレードで加入した星孝典に奪われることもあったが、自身最多の122試合に出場した。12月6日に背番号27への変更と登録名を「炭谷銀仁朗」へ変更することが発表された。
2012年は、正捕手に定着。終盤に左足を痛め、左足立方骨の亀裂骨折と判明するが、最終戦まで強行出場し、自己最多の139試合に出場。自身初となるゴールデングラブ賞も受賞した。打率は2割に達せず、規定打席には32打席足りなかったが、もし規定打席に到達していた場合、1982年の山倉和博（読売ジャイアンツ）以来の「規定打席に到達して打率2割未満」となる可能性があった。また本塁打はなかった。オフの11月6日に「侍ジャパンマッチ2012「日本代表 VS キューバ代表」」の日本代表に選出された。11月16日の試合では、先制本塁打を放った。12月4日には第3回WBC日本代表候補選手34人に選出された。
2013年は、2月20日に第3回WBC日本代表選手28人に選出された。3月12日の二次ラウンドオランダ戦ではスタメン出場した。レギュラーシーズンでは自己最多出場を更新する141試合に出場し、初めて規定打席に到達した。オフの11月には台湾で行われた「2013 BASEBALL CHALLENGE 日本 VS チャイニーズ・タイペイ」の日本代表に選出された。
2014年も引き続き、正捕手として出場したが終盤はルーキーの森友哉が捕手として出場することが多くなり、規定打席には到達しなかった。この年に国内FA権を取得したが、権利を行使せず西武に残留した。
2015年は開幕から正捕手となったが、8月まで毎月の打率が軒並み1割台、OPSも4割台で、スタメン出場は多かったものの、中盤は岡田雅利と途中交代する場面が見受けられた。しかし9月には月間打率.349 OPS.951を記録。同シーズンの4本塁打はすべて9月に打ったものである。結局この年は規定打席にちょうど到達し、自身の打率を.211にまで持ち直したが規定打席を満たした打者ではリーグワーストとなった。10月9日に第1回WBSCプレミア12の最終ロースター28名に選出された。11月10日に3年ぶり2回目となる三井ゴールデン・グラブ賞を受賞。11月24日には初のベストナインに選ばれている。
2016年は、2月15日に「侍ジャパン強化試合 日本 vs チャイニーズタイペイ」の日本代表26名に選出された。開幕後から正捕手として起用されたが岡田に先発マスクを奪われることも多く、8月からは森の起用が増え、この年の出場試合は117試合で例年に比べ、減少。打率も.218に終わった。11月29日の選手会納会で2017年から選手会長を務めることが発表された。
2017年は、当初第4回WBC日本代表選手28人から漏れたが、嶋基宏の負傷による離脱に伴う補充選手として2大会連続で選出された。大会では小林誠司の好調さもあり、前回同様、控え捕手の位置付けであったが二次ラウンドキューバ戦と準決勝のアメリカ戦（いずれも9回の1イニング）の2試合にいずれも小林に代打が出たあとの守備で出場した（打席機会はなし）。またロサンゼルス・ドジャースとの強化試合では一塁も守った。岡田に先発を譲る試合もあり出場試合こそやや減少したが、打撃面では自己最高の打率(.251)を残し、本塁打・打点も前年を大きく上回った。12月4日、球団から2年契約を提示されるも断り、1000万円増の推定年俸1億1000万円で単年契約した。12月7日、嶋基宏の後を継ぎ、労働組合日本プロ野球選手会の第9代会長に選出された。高校から直接プロ入りした選手としては初。
2018年は、辻監督の方針で森友哉・岡田雅利との併用という形になり、開幕直後は主に菊池雄星・榎田大樹・ブライアン・ウルフと先発バッテリーを組んでいた。3, 4月は月間打率3割超えと好調だったが、5月以降は月間打率が1割台～2割前半と低迷。森の台頭・岡田の打撃面での成長もあり、徐々に出場機会を失い、3人の中で最も少ない47試合の出場にとどまった。オフにスタメンマスク（41試合）の半分以上バッテリーを組んだ菊池雄星がメジャー挑戦を表明。翌年以降のさらなる出場機会減少が見込まれることもあり「野球人としてもう一回勝負したい」と海外FA権を行使した。11月24日、読売ジャイアンツへの移籍を表明。11月26日、NPBから公示された。

### 巨人時代
2018年11月26日、監督の原辰徳同席のもと入団会見が行われた。背番号は西武時代と同じ27。3年契約で推定年俸は1億5000万円。西武での炭谷の年俸ランクはBであり、内海哲也が人的補償として西武へ移籍した。
2019年のキャンプ前に「シーズン全試合フルイニング出場」を掲げた。しかし、開幕戦でスタメン出場を逃したため早くも逃すことになった。開幕第2戦の3月30日の広島戦で移籍後初出場初先発し、打撃は無安打だったが守備でテイラー・ヤングマン、後を受けたリリーフ陣をリードしてチームをシーズン初勝利に導いた。それ以降は髙橋優貴や桜井俊貴が先発の時にマスクをかぶることが多く、6月13日の西武戦では古巣相手に3点本塁打を打つ活躍を見せ、前年までのホーム球場・メットライフドームでヒーローインタビューを受けた。7月28日の阪神戦では3回に2ラン、6回にはプロ1年目以来となる13年ぶりの満塁本塁打を打つなど1試合2本塁打、6打点と、リードだけでなく打撃面でも貢献した。8月2日の広島東洋カープ戦で守備中に人差し指に打球を受け途中交代し、骨折と診断され、翌日一軍登録抹消されたが1か月後に一軍に昇格。前年の西武時代から2年連続となるリーグ優勝を経験した。シーズンの成績では離脱の影響もあり、138打席にとどまるも前年のシーズンを上回る58試合の出場で自己最高の打率.262、前年0本だった本塁打も6本記録した。3年契約の1年目を終え、現状維持の1億5000万円で契約を更改した。
2020年は打率.180・OPS.482と成績を落とすも、経験を買われ、戸郷翔征ら若手投手の先発時を中心に正捕手の大城卓三（71試合）に次ぐ35試合でスタメンマスクを被った。3年契約の2年目を終え、現状維持の1億5000万円で契約を更改した。
2021年は大城に次ぐ2番手捕手として、後述の移籍まで44試合に出場し、打率.188、1本塁打、7打点を記録していた。

### 楽天時代

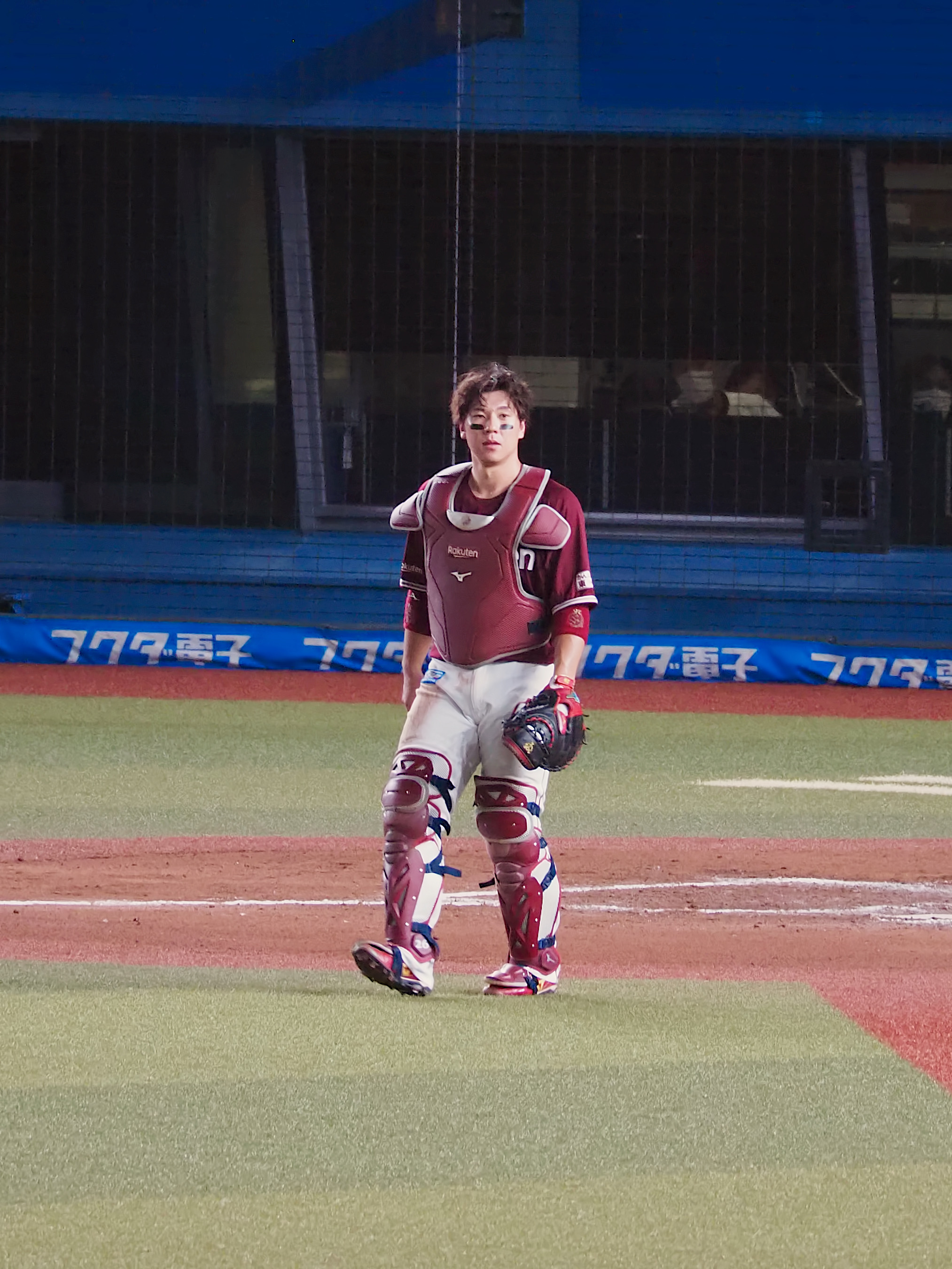
楽天時代
（2021年9月11日 ZOZOマリンスタジア厶）

2021年7月4日に金銭トレードで東北楽天ゴールデンイーグルスへ移籍することが発表された。背番号は26。移籍に際し、原監督と話し合いを重ね、最終的に炭谷自身の意思を尊重する形となった。
7月6日の対オリックス戦（京セラドーム）で9回裏に守備に就き、移籍後初出場。7月11日の対西武戦（楽天生命パーク）では移籍後初本塁打を記録し、史上7人目となる同一シーズンに2球団での本塁打となった。シーズンでは太田光と併用されることが多く、炭谷は主に岸孝之、田中将大、瀧中瞭太の先発時にスタメンマスクを被った。同年のシーズンオフに5500万円減の推定年俸9500万円で契約を更改した。
2022年は太田光が前年オフに受けた手術の影響で出遅れ、正捕手候補として開幕戦でスタメンマスクを被ったドラフト2位ルーキーの安田悠馬が新型コロナウイルスに感染して離脱したこともあり、出場試合数を増やし最終的にチーム最多の98試合に出場した。打撃では打率.237、4本塁打、18打点という成績を残し、7月20日の対ソフトバンク戦（北九州市民球場）では2019年以来となる1試合2本塁打を記録した。また7月17日の対オリックス戦（楽天生命パーク）では相手先発の田嶋大樹との相性の良さを買われ自身初となる指名打者として出場し、3打数3安打と活躍して期待に応えた。守備面ではリーグ3位となる盗塁阻止率.339を記録した。オフには500万円増となる推定年俸1億円で契約を更改した。
2023年は65試合の出場に留まり、10月13日に戦力外通告を受けた。その後、10月25日に古巣の西武が獲得調査をしていると報じられた。

### 第二次西武時代
2023年11月16日、古巣となる埼玉西武ライオンズへの入団が発表された。6年ぶりの復帰となり、背番号は第一次在籍時と同じく27。推定年俸は3500万円となった。

## 選手としての特徴

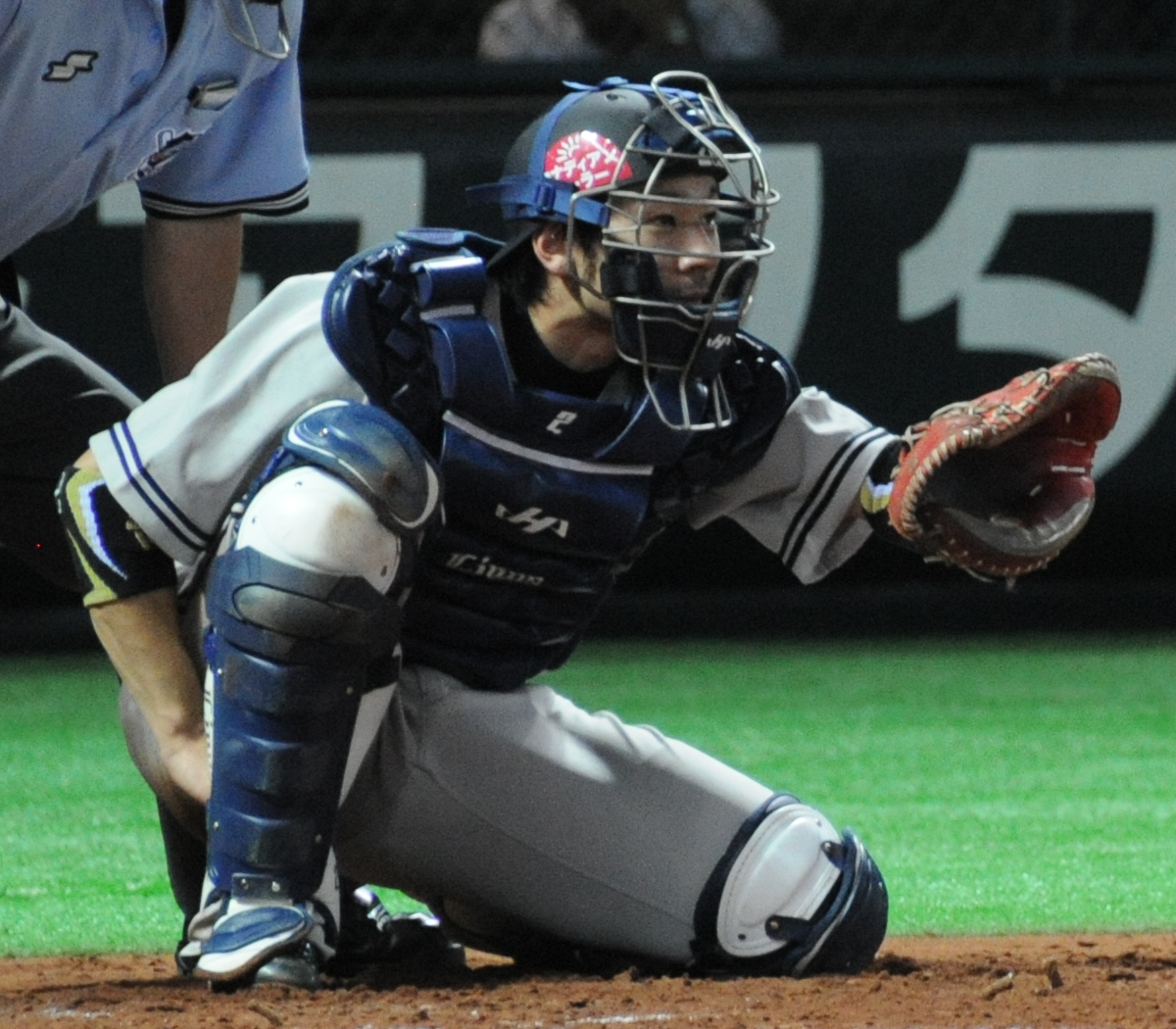
ミットを構える炭谷（2011年）

二塁送球タイムはスポニチアネックスによると「コンスタントに1.9秒台を叩き出す」とのこと。巨人へのFA移籍時点で、谷繁元信は「捕手としての能力は、配球、スローイング、ブロッキングなど、どれをとっても球界の上位にある」と評した。
右打ちの捕手としては俊足であり、一塁到達3.95秒を記録している。

## 人物
右投げ右打ちだが元々は左利きであり、ペンや箸も左手で持つ。
愛称は「銀ちゃん」。名前の「銀仁朗」は本宮ひろ志の漫画『硬派銀次郎』から付けられた。
小学生時代には水泳選手として活躍、バタフライでジュニアオリンピックに出場したこともある。
西武ではプロ1年目の新人合同自主トレの一環として西武園競輪場での競輪トレーニングが毎年行われているがプロ2年後以降も2007年・2011年の2度にわたり、飛び入りで参加している。
登場曲は2006年当初は『ターミネーターのテーマ』を使っていて、その後は蒲田行進曲を使用していた。これは前述の通り、愛称が「銀ちゃん」であることが由来と思われる。2007年からは近藤真彦の『ギンギラギンにさりげなく』に変更した。これは「自らの名を連呼するようなサビが気に入った」ことが由来らしい。さらに2009年からは、湘南乃風の『SHOW TIME』を使用している。サビの部分の「打て、打て、打て、打て、打て」は西武のホーム側応援席全体で合唱される。
応援歌に前奏を持つ選手。「銀仁朗!銀仁朗!炭谷銀仁朗!」のコールを何度か繰り返したあと前奏に入り、さらに「銀仁朗銀仁朗銀仁朗!」とコールを入れた後に応援歌に入る。同曲は本来「汎用選手の代打テーマ」として使用する予定で制作されたものだったが、当時炭谷以外の使用者がおらず、炭谷専用の応援歌に変更されたという経緯を有する。
2015年から7期連続で、難病の子どもへの支援として「公益社団法人 難病の子どもとその家族へ夢を」の家族を試合に招待し、交流会をしたり、先発キャッチャーとして出場した試合で、西武、巨人、楽天が勝利を挙げた際に寄付したりするなど、積極的に社会貢献活動を行っている。

## 詳細情報

### 年度別打撃成績
| 年 度      | 球 団      | 試 合 | 打 席 | 打 数 | 得 点 | 安 打 | 二 塁 打 | 三 塁 打 | 本 塁 打 | 塁 打 | 打 点 | 盗 塁 | 盗 塁 死 | 犠 打 | 犠 飛 | 四 球 | 敬 遠 | 死 球 | 三 振 | 併 殺 打 | 打 率 | 出 塁 率 | 長 打 率 | O P S |
| ---------- | ---------- | ----- | ----- | ----- | ----- | ----- | -------- | -------- | -------- | ----- | ----- | ----- | -------- | ----- | ----- | ----- | ----- | ----- | ----- | -------- | ----- | -------- | -------- | ----- |
| 2006       | 西武       | 54    | 146   | 138   | 10    | 25    | 4        | 1        | 3        | 40    | 14    | 0     | 0        | 6     | 0     | 2     | 0     | 0     | 33    | 6        | .181  | .193     | .290     | .483  |
| 2007       | 西武       | 28    | 50    | 46    | 3     | 8     | 1        | 1        | 1        | 14    | 7     | 0     | 0        | 1     | 1     | 2     | 0     | 0     | 19    | 0        | .174  | .204     | .304     | .508  |
| 2008       | 西武       | 46    | 68    | 64    | 5     | 8     | 4        | 0        | 0        | 12    | 5     | 0     | 1        | 1     | 1     | 2     | 0     | 0     | 30    | 0        | .125  | .149     | .188     | .337  |
| 2009       | 西武       | 112   | 306   | 273   | 22    | 60    | 15       | 0        | 3        | 84    | 25    | 1     | 0        | 14    | 3     | 15    | 1     | 1     | 75    | 5        | .220  | .260     | .308     | .568  |
| 2010       | 西武       | 1     | 1     | 1     | 0     | 0     | 0        | 0        | 0        | 0     | 0     | 0     | 0        | 0     | 0     | 0     | 0     | 0     | 0     | 0        | .000  | .000     | .000     | .000  |
| 2011       | 西武       | 122   | 365   | 317   | 20    | 69    | 7        | 1        | 2        | 84    | 22    | 4     | 1        | 33    | 3     | 11    | 0     | 1     | 79    | 6        | .218  | .244     | .265     | .509  |
| 2012       | 西武       | 139   | 414   | 360   | 23    | 70    | 12       | 1        | 0        | 84    | 23    | 0     | 2        | 35    | 1     | 17    | 0     | 1     | 74    | 9        | .194  | .232     | .233     | .466  |
| 2013       | 西武       | 141   | 468   | 413   | 28    | 89    | 16       | 0        | 5        | 120   | 43    | 1     | 2        | 19    | 2     | 30    | 2     | 4     | 62    | 14       | .215  | .274     | .291     | .564  |
| 2014       | 西武       | 125   | 423   | 381   | 31    | 77    | 13       | 1        | 7        | 113   | 36    | 0     | 2        | 20    | 3     | 17    | 0     | 2     | 74    | 10       | .202  | .238     | .297     | .535  |
| 2015       | 西武       | 133   | 443   | 399   | 31    | 84    | 16       | 0        | 4        | 112   | 35    | 0     | 0        | 22    | 2     | 16    | 0     | 4     | 87    | 7        | .211  | .247     | .281     | .528  |
| 2016       | 西武       | 117   | 326   | 294   | 19    | 64    | 10       | 1        | 1        | 79    | 22    | 0     | 1        | 19    | 0     | 13    | 0     | 0     | 48    | 12       | .218  | .251     | .269     | .520  |
| 2017       | 西武       | 104   | 310   | 267   | 32    | 67    | 11       | 0        | 5        | 93    | 30    | 2     | 1        | 23    | 4     | 8     | 0     | 8     | 45    | 6        | .251  | .289     | .348     | .638  |
| 2018       | 西武       | 47    | 135   | 129   | 10    | 32    | 8        | 0        | 0        | 40    | 9     | 0     | 0        | 3     | 0     | 2     | 0     | 1     | 30    | 3        | .248  | .265     | .310     | .575  |
| 2019       | 巨人       | 58    | 138   | 126   | 17    | 33    | 4        | 0        | 6        | 55    | 26    | 0     | 0        | 2     | 1     | 7     | 1     | 2     | 28    | 4        | .262  | .309     | .437     | .746  |
| 2020       | 巨人       | 56    | 114   | 100   | 4     | 18    | 2        | 0        | 1        | 23    | 7     | 0     | 0        | 3     | 1     | 8     | 2     | 2     | 23    | 3        | .180  | .252     | .230     | .482  |
| 2021       | 巨人       | 44    | 54    | 48    | 4     | 9     | 0        | 0        | 1        | 12    | 7     | 0     | 0        | 1     | 1     | 4     | 1     | 0     | 17    | 0        | .188  | .245     | .250     | .495  |
| 2021       | 楽天       | 51    | 124   | 105   | 11    | 23    | 3        | 0        | 3        | 35    | 8     | 0     | 1        | 10    | 1     | 7     | 0     | 1     | 24    | 3        | .219  | .272     | .333     | .605  |
| '21計      | 楽天       | 95    | 178   | 153   | 15    | 32    | 3        | 0        | 4        | 47    | 15    | 0     | 1        | 11    | 2     | 11    | 1     | 1     | 41    | 3        | .209  | .264     | .307     | .571  |
| 2022       | 楽天       | 98    | 288   | 253   | 21    | 60    | 4        | 0        | 4        | 76    | 18    | 0     | 3        | 15    | 0     | 18    | 0     | 2     | 52    | 10       | .237  | .293     | .300     | .593  |
| 2023       | 楽天       | 65    | 145   | 131   | 9     | 29    | 2        | 0        | 1        | 34    | 10    | 0     | 0        | 6     | 1     | 5     | 0     | 2     | 23    | 2        | .221  | .259     | .260     | .519  |
| 2024       | 西武       | 49    | 103   | 85    | 1     | 16    | 2        | 1        | 0        | 20    | 6     | 0     | 0        | 10    | 0     | 6     | 0     | 1     | 20    | 2        | .188  | .247     | .235     | .483  |
| 通算：19年 | 通算：19年 | 1590  | 4421  | 3930  | 301   | 841   | 134      | 7        | 47       | 1130  | 353   | 8     | 14       | 243   | 26    | 190   | 7     | 32    | 843   | 102      | .214  | .254     | .288     | .542  |

- 2024年度シーズン終了時

### WBCでの打撃成績
| 年 度 | 代 表 | 試 合 | 打 席 | 打 数 | 得 点 | 安 打 | 二 塁 打 | 三 塁 打 | 本 塁 打 | 塁 打 | 打 点 | 盗 塁 | 盗 塁 死 | 犠 打 | 犠 飛 | 四 球 | 敬 遠 | 死 球 | 三 振 | 併 殺 打 | 打 率 | 出 塁 率 | 長 打 率 |
| ----- | ----- | ----- | ----- | ----- | ----- | ----- | -------- | -------- | -------- | ----- | ----- | ----- | -------- | ----- | ----- | ----- | ----- | ----- | ----- | -------- | ----- | -------- | -------- |
| 2013  | 日本  | 3     | 3     | 3     | 0     | 0     | 0        | 0        | 0        | 0     | 0     | 0     | 0        | 0     | 0     | 0     | 0     | 0     | 1     | 0        | .000  | .000     | .000     |
| 2017  | 日本  | 2     | 0     | 0     | 0     | 0     | 0        | 0        | 0        | 0     | 0     | 0     | 0        | 0     | 0     | 0     | 0     | 0     | 0     | 0        | ----  | ----     | ----     |

### WBSCプレミア12での打撃成績
| 年 度 | 代 表 | 試 合 | 打 席 | 打 数 | 得 点 | 安 打 | 二 塁 打 | 三 塁 打 | 本 塁 打 | 塁 打 | 打 点 | 盗 塁 | 盗 塁 死 | 犠 打 | 犠 飛 | 四 球 | 敬 遠 | 死 球 | 三 振 | 併 殺 打 | 打 率 | 出 塁 率 | 長 打 率 |
| ----- | ----- | ----- | ----- | ----- | ----- | ----- | -------- | -------- | -------- | ----- | ----- | ----- | -------- | ----- | ----- | ----- | ----- | ----- | ----- | -------- | ----- | -------- | -------- |
| 2015  | 日本  | 3     | 9     | 6     | 0     | 1     | 1        | 0        | 0        | 2     | 0     | 0     | 0        | 2     | 0     | 0     | 0     | 1     | 0     | 1        | .167  | .286     | .333     |

### 年度別守備成績
| 年 度 | 球 団 | 捕手  | 捕手  | 捕手  | 捕手  | 捕手  | 捕手     | 捕手  | 捕手     | 捕手     | 捕手     | 捕手     |
| 年 度 | 球 団 | 試 合 | 刺 殺 | 補 殺 | 失 策 | 併 殺 | 守 備 率 | 捕 逸 | 企 図 数 | 許 盗 塁 | 盗 塁 刺 | 阻 止 率 |
| ----- | ----- | ----- | ----- | ----- | ----- | ----- | -------- | ----- | -------- | -------- | -------- | -------- |
| 2006  | 西武  | 54    | 277   | 27    | 2     | 3     | .993     | 7     | 35       | 25       | 10       | .286     |
| 2007  | 西武  | 27    | 88    | 8     | 0     | 4     | 1.000    | 0     | 12       | 7        | 5        | .417     |
| 2008  | 西武  | 44    | 121   | 17    | 0     | 2     | 1.000    | 1     | 16       | 10       | 6        | .375     |
| 2009  | 西武  | 112   | 697   | 71    | 5     | 12    | .994     | 7     | 81       | 54       | 27       | .333     |
| 2010  | 西武  | 1     | 5     | 0     | 0     | 0     | 1.000    | 0     | 0        | 0        | 0        | ----     |
| 2011  | 西武  | 122   | 679   | 69    | 9     | 10    | .988     | 6     | 84       | 60       | 24       | .286     |
| 2012  | 西武  | 138   | 734   | 90    | 3     | 15    | .996     | 5     | 101      | 59       | 42       | .416     |
| 2013  | 西武  | 140   | 907   | 69    | 7     | 6     | .993     | 5     | 61       | 46       | 15       | .246     |
| 2014  | 西武  | 125   | 734   | 88    | 6     | 14    | .993     | 6     | 99       | 55       | 44       | .444     |
| 2015  | 西武  | 133   | 792   | 78    | 3     | 13    | .997     | 5     | 83       | 53       | 30       | .361     |
| 2016  | 西武  | 117   | 645   | 71    | 6     | 8     | .992     | 4     | 82       | 56       | 26       | .317     |
| 2017  | 西武  | 104   | 604   | 78    | 2     | 7     | .997     | 6     | 49       | 33       | 16       | .327     |
| 2018  | 西武  | 47    | 266   | 40    | 3     | 1     | .990     | 1     | 32       | 27       | 5        | .156     |
| 2019  | 巨人  | 58    | 310   | 25    | 0     | 3     | 1.000    | 4     | 32       | 24       | 8        | .250     |
| 2020  | 巨人  | 53    | 263   | 22    | 2     | 0     | .993     | 0     | 16       | 11       | 5        | .313     |
| 2021  | 巨人  | 43    | 134   | 12    | 0     | 0     | 1.000    | 1     | 13       | 12       | 1        | .077     |
| 2021  | 楽天  | 51    | 263   | 29    | 1     | 1     | .997     | 0     | 25       | 22       | 3        | .120     |
| '21計 | 楽天  | 94    | 397   | 41    | 1     | 1     | .998     | 1     | 38       | 34       | 4        | .105     |
| 2022  | 楽天  | 96    | 582   | 74    | 1     | 7     | .9984    | 2     | 56       | 37       | 19       | .339     |
| 2023  | 楽天  | 59    | 255   | 28    | 0     | 1     | 1.000    | 2     | 41       | 32       | 9        | .220     |
| 2024  | 西武  | 48    | 224   | 20    | 1     | 0     | .996     | 3     | 19       | 18       | 1        | .053     |
| 通算  | 通算  | 1572  | 8580  | 916   | 51    | 107   | .995     | 65    | 937      | 641      | 296      | .316     |

- 2024年度シーズン終了時[注 3]
- 各年度の太字はリーグ最高
- 太字年はゴールデングラブ賞受賞

### 表彰
- ベストナイン：1回（捕手部門：2015年）
- ゴールデングラブ賞：2回（捕手部門：2012年、2015年）
- 最優秀バッテリー賞：2回（2009年 投手：涌井秀章[注 4]、2017年 投手：菊池雄星）
- JA全農Go・Go賞：1回（最多盗塁阻止賞：2012年7月）

### 記録
初記録
- 初出場・初先発出場：2006年3月25日、対オリックス・バファローズ1回戦（インボイスSEIBUドーム）、8番・捕手で先発出場
- 初打席：同上、2回裏に川越英隆から遊撃ゴロ併殺打
- 初安打：同上、7回裏に川越英隆から中前安打
- 初本塁打・初打点：2006年3月29日、対福岡ソフトバンクホークス2回戦（北九州市民球場）、2回表にD.J.カラスコから左越満塁本塁打
- 初盗塁：2009年7月16日、対東北楽天ゴールデンイーグルス12回戦（西武ドーム）、3回裏に二盗（投手：長谷部康平、捕手：中谷仁）

節目の記録
- 1000試合出場：2016年8月16日、対福岡ソフトバンクホークス16回戦（福岡 ヤフオク!ドーム）、9番・捕手で先発出場 ※史上481人目[55]
- 200犠打：2020年8月20日、対阪神タイガース10回戦（東京ドーム）、5回裏に青柳晃洋から投前犠打 ※史上43人目[56]
- 1500試合出場：2023年6月4日、対東京ヤクルトスワローズ2回戦（明治神宮野球場）、9回表に辰己涼介の代打で出場 ※史上203人目[57]

その他記録
- 同一シーズン2球団で本塁打：2021年 ※史上7人目
- オールスターゲーム出場：3回（2011年、2015年、2016年）

### 背番号
- 37（2006年 - 2008年）
- 2（2009年 - 2011年）
- 27（2012年 - 2021年7月4日、2024年 - ）
- 26（2021年7月5日 - 2023年）
- 9（2017年WBC）

### 登録名
- 炭谷 銀仁朗（すみたに ぎんじろう、2006年）
- 銀仁朗（ぎんじろう、2007年 - 2011年）
- 炭谷 銀仁朗（すみたに ぎんじろう、2012年 - ）

### 登場曲
- 「ギンギラギンにさりげなく」近藤真彦（2007年 - 2008年）
- 「SHOW TIME」湘南乃風（2009年 - 2018年）
- 「2億4千万の瞳-エキゾチック・ジャパン-」郷ひろみ（2011年）
- 「英雄」doa（2011年）
- 「Follow Me」E-girls（2013年）
- 「HANABI」Mr.Children（2013年）
- 「逆転満塁ホ→ムラン☆♪。」ハジ→（2014年）
- 「喧嘩上等」氣志團（2014年-2015年）
- 「負けてたまるか」佐々木清次（2015年 - 2018年、第一打席のみ）
- 「BIG UP」湘南乃風（2015年）
- 「ザクセル」佐々木清次（2017年 - ）
- 「PRIDE」高梨康治（2021年6月3日）[注 5]

### 代表歴
- 2013 ワールド・ベースボール・クラシック日本代表
- 2015 WBSCプレミア12 日本代表
- 2017 ワールド・ベースボール・クラシック日本代表